# 더☆도라에몽즈 골! 골! 골!!
골!골!골!(ゴール!ゴール!ゴール!!)은 도라에몽의 영화 중 하나로, 극장판 도라에몽: 진구와 로봇왕국의 동시 상영작이다. 도라에몽 동시 상영작들은 모두 러닝타임이 1시간 이내(길어도 46분 정도이다.)이긴 하지만 동시 상영작 중에서도 3D Short(러닝타임 1분 40초)와 25주년(러닝타임 5분) 다음으로 짧은 러닝타임인 7분이다.

## 줄거리
도라에몽즈와 도라에몽은 축구 게임을 수집한다. 노비타와 도라에몽은 자이언과 시즈카를 초대한다. 20세기 후반 귀국 후, 진구는 스네오로부터 감정적 전화를 수신, 호출해서 스네오가 노비타를 다치게 한 것을 사과한다. 진구는 용서하고 낚시를 하러 간다.

## 캐스팅
| 등장인물     | 성우              |
| ------------ | ----------------- |
| 도라키드     | 시오야 요쿠       |
| 왕도라       | 니시하라 쿠미코   |
| 도라메드 III | 사토 마사하루     |
| 도라닌쵸브   | 테히루 아히류사이 |
| EI 마타도라  | 카즈 이쿠라       |
| 도라린호     | 테히루 아히류사이 |

## 같이 보기
- 후지코 F. 후지오
- 도라에몽 관련 매체 목록
- 2002년 FIFA 월드컵